# ماکسیم یاکوبتس
ماکسیم ویکتوروویچ یاکوبتس (به روسی: Маҝсим Виҝторович Яҝубец) متخصص کامپیوتر و هکر ادعایی اوکراینی ساکن روسیه است. به نظر می‌رسد او از اعضای شرکت شیطانی (Evil Corp)، سازندهٔ بدافزارهای جَپر زئوس کرو (Jabber Zeus Crew) و بوگات (Bugat) است. رسانه‌های روسی او را به عنوان «هکری که ۱۰۰ میلیون دلار دزدید» و دوست دمیتری پسکوف معرفی می‌کنند و دربارهٔ سبک زندگی مجلل او و ازدواجش با دختر ادوارد بندرسکی، افسر سرویس امنیت فدرال روسیه و لامبورگینی‌اش که با پلاک «بوپ» (در زبان روسی به معنی دزد) ثبت شده صحبت می‌کنند.